# Dolor toràcic
El dolor toràcic o dolor al pit és un símptoma que pot estar associat a nombroses anomalies i malalties, generalment és considerat una emergència per raó de la possibilitat d'angina de pit o d'infart de miocardi, malalties cardíaques a les quals el dolor toràcic pot associar-se. Quan el dolor toràcic no es pot atribuir a patologies del cor, hom s'hi refereix com a "dolor toràcic no cardíac". Les guies més recents recomanen atribuir a la fase del triatge el codi vermell a un dolor toràcic de presumpte origen cardíac.
En resum és un dolor o unes molèsties al pit, normalment a la part davantera del pit. Es pot manifestar segons el cas, com una punxada, com una pressió, com una pesadesa o com una compressió i segons la intensitat com un dolor agut, somort, etc... Entre els símptomes associats hi pot haver: dolor a l'espatlla, al coll, a la mandíbula, al braç o a la part superior de l'abdomen, que pot anar canviant de lloc, juntament amb nàusees, sudoració o dificultat per respirar.
Bàsicament, es pot dividir en "dolor relacionat amb el cor" i "dolor no relacionat amb el cor". El dolor a causa d'un flux sanguini insuficient al cor s'anomena angina de pit. Les persones amb diabetis o persones grans poden tenir símptomes menys clars.
Entre les causes greus i relativament freqüents hi ha la síndrome coronària aguda, com l'infart de miocardi (31%), l'embòlia pulmonar (2%), el pneumotòrax, la pericarditis (4%), la dissecció aòrtica (1%) i la ruptura esofàgica. Altres causes comuns són: malaltia de reflux gastroesofàgic (40%), dolor muscular o esquelètic (28%), pneumònia (2%), herpes zòster (0,5%), pleuritis, trastorns traumàtics i d'ansietat. La determinació de la causa del dolor al pit es basa en la història clínica d'una persona, un examen físic i altres proves mèdiques. Tanmateix, al voltant del 3% dels atacs cardíacs, no es detecten inicialment.
El tractament del dolor al pit es basa en la causa subjacent. El tractament inicial sovint inclou els medicaments aspirina i nitroglicerina. La resposta al tractament no sol indicar si el dolor està relacionat amb el cor. Quan la causa no està clara, la persona pot ser derivada per a una avaluació posterior.
El dolor toràcic representa al voltant del 5% dels problemes que presenten a la sala d'urgències. Als Estats Units, uns 8 milions de persones van al servei d'urgències amb dolor al pit a l'any. D'aquests, prop del 60% estan ingressats a l'hospital o a una unitat d'observació. El cost de les visites d'emergència per dolor de pit als Estats Units és de més de 8.000 milions de dòlars anuals. El dolor toràcic representa aproximadament el 0,5% de les visites dels nens al servei d'urgències.

## Simptomatologia
El dolor toràcic pot presentar-se de diferents maneres segons el diagnòstic subjacent, també pot variar d'una persona a una altra segons l'edat, el sexe, el pes i altres diferències. El dolor pot presentar-se com una sensació de punxada, ardor, dolor, agut o com una pressió al pit, com també pot irradiar o moure's a diverses altres zones del cos, entre les que hi pot haver: l'espatlla superior, el coll, els braços esquerre o dret, la columna cervical, l'esquena i la part superior de l'abdomen. Altres símptomes associats amb el dolor toràcic poden incloure nàusees, vòmits, marejos, dificultat per respirar, ansietat i sudoració. El tipus, la gravetat, la durada i els símptomes associats del dolor al pit poden ajudar a guiar el diagnòstic i el tractament posterior.

## Etiologia
Existeixen nombroses causes del dolor al pit, van des d'algunes extremament greus que amenacen la vida del pacient, fins d'altres menys greus, com és el cas d'una patologia gastroesofàgica, que és un 40% de la mostra de dolors toràcics.
En adults, les causes més freqüents de dolor toràcic inclouen: gastrointestinal (40%), malaltia de l'artèria coronària (31%), musculoesquelètica (28%), pericarditis (4%) i embòlia pulmonar (2%). Altres causes menys freqüents inclouen: pneumònia, càncer de pulmó i aneurismes aòrtics. Les causes psicogèniques del dolor al pit poden incloure atacs de pànic ; tanmateix, aquest és un diagnòstic d'exclusió.
En els nens, les causes més freqüents de dolor al pit són els músculs esquelètics (76-89%), l'asma induïda per l'exercici (4-12%), les malalties gastrointestinals (8%) i les causes psicogèniques (4%). El dolor al pit en els nens també pot tenir causes congènites.

### Cardiovascular
- Síndrome coronària aguda
  - Angina estable o inestable

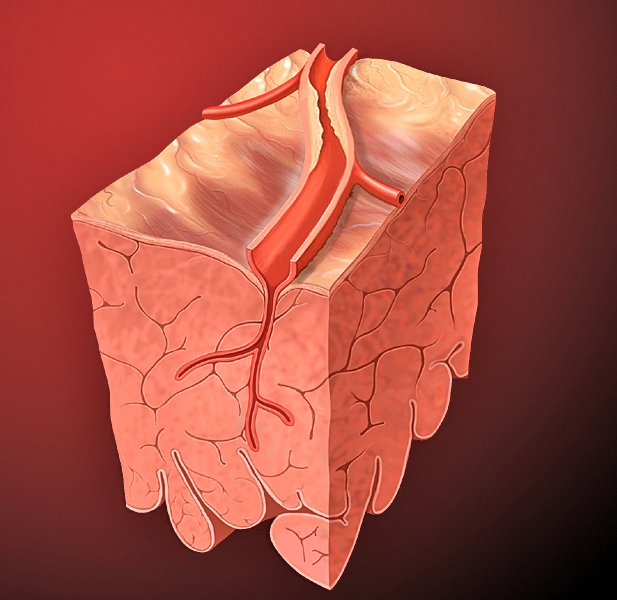
Un bloqueig de les artèries coronàries pot provocar un atac de cor

  - Infart de miocardi ("atac de cor"): les persones solen queixar-se d'una sensació de pressió o compressió sobre el pit.[15] Altres símptomes associats són: sudoració excessiva, nàusees, vòmits i debilitat.[15] El dolor toràcic s'associa més freqüentment amb un infart anterior a causa de la deterioració del ventricular esquerre ; l'infart inferior s'associa més freqüentment amb nàusees, vòmits i sudoració excessiva a causa de la irritació del nervi vag ; l'infart lateral s'associa amb dolor al braç esquerre.
- Angina de Prinzmetal: el dolor al pit és causat per un vasoespasme coronari. Més freqüent en dones menors de 50 anys. La persona sol queixar-se de dolor al pit en repòs. Pot ocórrer a primera hora del matí que desperta la persona del son.
- Consum de cocaïna: se sospita d'aquesta condició quan una persona amb poc o cap risc d'arterioesclerosi presenta dolor toràcic no traumàtic. La ingestió de cocaïna pot causar vasoconstricció de les artèries coronàries, produint així un dolor al pit similar a un atac de cor. Els símptomes poden aparèixer en una hora després del consum de cocaïna.
- Estenosi aòrtica: aquesta condició es produeix quan la persona té una vàlvula bicúspide congènita subjacent, esclerosi aòrtica o antecedents de febre reumàtica. El dolor al pit sol passar durant l'activitat física. El síncope és un símptoma tardà. També es poden presentar signes i símptomes d'insuficiència cardíaca. En l'auscultació, el soroll sistòlic d'ejecció fort es pot escoltar millor al segon espai intercostal dret i s'irradia a l'artèria caròtida del coll. La divisió del segon so cardíac s'escolta en l'estenosi severa.
- Miocardiopatia hipertròfica: és la hipertròfia del septe interventricular que provoca l'obstrucció del flux de sortida del ventricle esquerre. La dispnea i el dolor de pit es produeixen habitualment durant les activitats diàries. De vegades, pot ocórrer síncope (desmais). A l'examen físic, les troballes significatives inclouen: soroll sistòlic fort i triple impuls apical palpable a causa del quart so cardíac presistòlic palpable.
- La dissecció aòrtica es caracteritza per un fort dolor al pit que irradia l'esquena. Normalment s'associa amb la síndrome de Marfan i la hipertensió. A l'exploració, es pot escoltar soroll d'insuficiència aòrtica amb polsos radials desiguals.[16]
- Pericarditis: aquesta condició pot ser el resultat d'una infecció viral com el virus coxsackie i l'ecovirus, la tuberculosi, la malaltia autoimmune, la urèmia i després d'un infart de miocardi (síndrome de Dressler). El dolor toràcic sovint és de naturalesa pleurítica (associat a la respiració) que s'agreuja en estar ajagut i s'alleuja en asseure's cap endavant, de vegades, acompanyat de febre. A l'auscultació, es pot escoltar el fregament pericàrdic.
- Taponament cardíac
- Arrítmia: la fibril·lació auricular i una sèrie d'altres arrítmies poden causar dolor al pit.
- Miocarditis
- Síndrome de prolapse de la vàlvula mitral: les afectades solen ser dones primes que presenten un dolor toràcic de qualitat agut, localitzat a l'àpex i alleugerit quan s'estira. Altres símptomes inclouen: dificultat per respirar, fatiga i palpitacions. En l'auscultació, es pot escoltar un clic mig sistòlic seguit d'un murmuri sistòlic tardà, més fort quan la persona està dempeus.
- Aneurisma aòrtic

### Respiratori
- L'asma és una malaltia inflamatòria comuna a llarg termini de les vies respiratòries dels pulmons. Es caracteritza per símptomes variables i recurrents, obstrucció reversible del flux d'aire i broncoespasme. Els símptomes inclouen episodis de sibilàncies, tos, opressió al pit i dificultat per respirar. El dolor al pit sol passar durant una activitat intensa o un exercici intens.
- Bronquitis
- Embòlia pulmonar: els signes i símptomes habituals són dificultat per respirar, dolor pleurític al pit, sang a l'esput durant la tos i inflor de les extremitats inferiors. Els factors de risc inclouen: cirurgia recent, malignitat i estat postrat al llit. La font de l'èmbol prové generalment de la tromboembolia venosa.
- Pneumònia[17]
- Hemotòrax
- Pneumotòrax: els que tenen un risc més elevat de desenvolupar pneumotòrax són homes fumadors alts i prims que han patit malalties pulmonars subjacents com l'emfisema. Els afectats poden tenir un dolor toràcic agut que s'irradia a l'espatlla del mateix costat. L'examen físic va revelar absència de sons respiratoris i hiperressonància al costat afectat del tòrax.
- Pleuresia[17]
- Tuberculosi
- Traqueïtis
- Càncer de pulmó

### Gastrointestinal

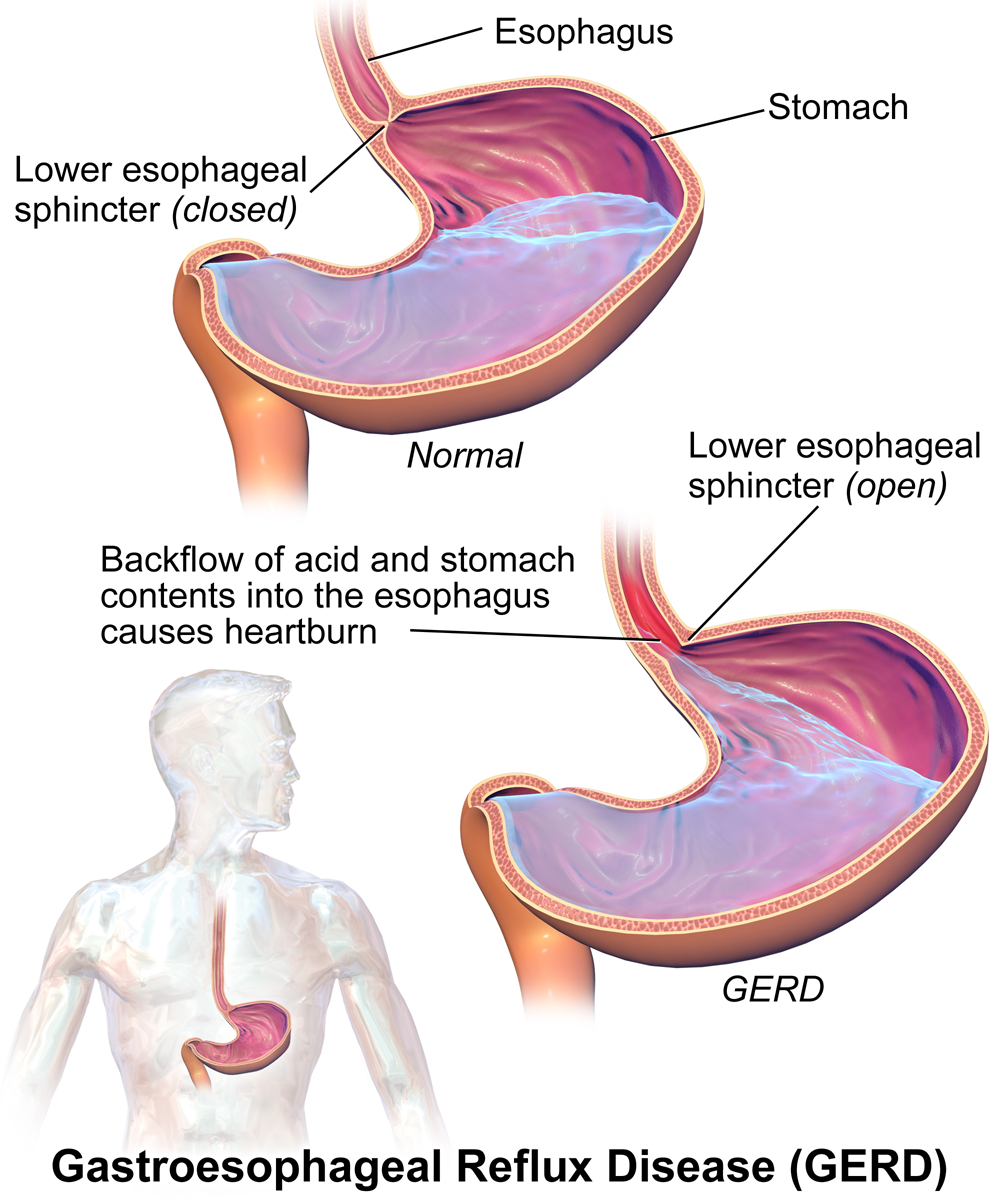
La malaltia de reflux gastroesofàgic és una causa freqüent de dolor al pit en adults

- Malaltia per reflux gastroesofàgic: el dolor s'agreuja en estar ajagut o després dels àpats. Les persones poden descriure això com una ardor d'estómac. A més, també poden queixar-se de provar contingut amarg de l'estómac.[17]
- Acalàsia, esòfag en trencanous i altres trastorns de la motilitat de l'esòfag
- Espasme esofàgic difús : a diferència del dolor cardíac al pit, el dolor esofàgic no està relacionat amb l'activitat. El dolor sol estar associat amb la deglució d'aigua calenta o freda.[17]
- Ruptura esofàgica : els afectats solen queixar-se d'un dolor sobtat, intens i constant que comença des del coll fins a la part superior de l'abdomen. El dolor s'agreuja amb la deglució. A l'examen, es poden notar inflor i crepitacions del coll a causa de l'emfisema subcutani, ja que l'aire lliure entra des de l'esòfag al teixit subcutani.
- Esofagitis: Hi ha moltes causes d'esofagitis. L'esofagitis causada per Candida albicans es troba generalment en pacients amb quimioteràpia o VIH. Els medicaments com els antiinflamatoris no esteroidals i l'alendronat poden induir esofagitis si no s'empassa correctament.[17]
- Dispèpsia funcional
- Hèrnia de hiat
- Esòfag de martell neumàtic (peristaltisme hipercontràctil): espasme muscular esofàgic intens i de llarga durada.[18][19]
- Colecistitis aguda: Es caracteritza per un signe de Murphy positiu on la persona té un cessament de la inhalació quan el metge posa el dit a la regió subcostal dreta de l'abdomen.
- Pancreatitis aguda: antecedents de consum excessiu d'alcohol, colelitiasi (pedres a la vesícula biliar) i hipertrigliceridèmia són factors de risc de pancreatitis. És un dolor constant i somort a la part superior de l'abdomen.
- Úlcera pèptica perforada : aparició sobtada de dolor intens a la part superior de l'abdomen que després es transforma en peritonitis (inflamació dels teixits que recobreix els òrgans abdominals).
- gastritis aguda[17]

### Paret toràcica
- Costocondritis o síndrome de Tietze: una inflamació d'una unió costocondral. Qualsevol moviment o palpació del pit pot reproduir els símptomes.
- Problema del nervi espinal
- Fibromiàlgia
- Problemes de paret toràcica
- Radiculopatia
- Síndrome de captura precordial : una altra forma benigna i inofensiva d'un dolor de pit agut i localitzat que sovint es confon amb una malaltia cardíaca.
- Condicions de mama
- Herpes zoster (zóster): generalment es descriu com una sensació d'ardor al pit en una distribució unilateral del dermatoma. No obstant això, el diagnòstic pot ser difícil perquè el dolor sol aparèixer abans que l'erupció característica sigui visible.
- Tuberculosi
- Osteoartritis
- Malaltia de Bornholm
- Fractura costal[17]

### Psicològic
- Atac de pànic: el dolor al pit és un símptoma comú dels atacs de pànic, amb fins a un 78% de les persones que descriuen dolor al pit amb els seus pitjors atacs de pànic.[20] El dolor toràcic global és un símptoma de fins a un 48% dels atacs de pànic d'inici sobtat i un 10% dels atacs de pànic d'aparició gradual.[20]
- Ansietat[17]
- Depressió clínica
- Trastorn de somatització[17]
- Hipocondria

### Altres
- Síndrome d'hiperventilació (sovint es presenta amb dolor al pit i una sensació de formigueig a la punta dels dits i al voltant de la boca).
- Síndrome de l'opercle toràcic
- Síndrome de da Costa
- Prolapse de disc intervertebral
- Sarcoïdosi
- Intoxicació per plom
- Intoxicació per monòxid de carboni
- Efecte advers de determinats medicaments

## Enfocament diagnòstic

### Historial clínic
Conèixer els factors de risc d'una persona pot ser molt útil per determinar o descartar causes greus de dolor al pit. Per exemple, l'atac cardíac i la dissecció de l'aorta toràcica són molt rars en individus sans menors de 30 anys, però significativament més freqüents en individus amb factors de risc significatius, com ara edat avançada, tabaquisme, hipertensió, diabetis, antecedents de malaltia coronària o ictus., antecedents familiars positius (aterosclerosi prematura, trastorns del colesterol, infart en edats primerenques) i altres factors de risc. El dolor toràcic que s'irradia a una o ambdues espatlles o braços, dolor toràcic que es produeix amb l'activitat física, dolor toràcic associat a nàusees o vòmits, dolor toràcic acompanyat de diàforesi o sudoració, o dolor toràcic descrit com a "pressió", té una probabilitat més alta de patir. estar relacionat amb la síndrome coronària aguda, o un subministrament inadequat de sang al múscul cardíac, però fins i tot sense aquests símptomes, el dolor al pit pot ser un signe de síndrome coronària aguda. Altres pistes de la història poden ajudar a reduir la sospita d'infart de miocardi. Aquests inclouen dolor toràcic descrit com a "agut" o "punyal", dolor toràcic de naturalesa posicional o pleurítica i dolor toràcic que es pot reproduir amb la palpació. Tanmateix, es poden presentar tant símptomes atípics com típics de la síndrome coronària aguda i, en general, una història no és suficient per descartar el diagnòstic de síndrome coronària aguda. En alguns casos, el dolor al pit pot ni tan sols ser un símptoma d'un esdeveniment cardíac agut. S'estima que el 33% de les persones amb infart de miocardi als Estats Units no presenten dolor al pit i tenen una mortalitat significativament més alta com a resultat del retard del tractament.

### Examen físic
La història clínica i l'exploració física acuradas són essencials per separar les causes de malaltia perilloses de les trivials, i el maneig del dolor toràcic es pot fer en unitats especialitzades (anomenades unitats d'avaluació mèdica) per concentrar les investigacions. De vegades, els signes mèdics invisibles dirigiran el diagnòstic cap a causes particulars, com el signe de Levine en la isquèmia cardíaca. Tanmateix, en el cas de la síndrome coronària aguda, un tercer so del cor, la diaforesi i la hipotensió són els resultats de l'examen físic més fortament associats. No obstant això, aquests signes són limitats en el seu valor pronòstic i diagnòstic. Altres resultats de l'examen físic que suggereixin dolor cardíac al pit poden incloure hipertensió, taquicàrdia, bradicàrdia i nous sorolls cardíacs. El dolor toràcic que es pot reproduir durant l'examen físic amb el contacte de la paret toràcica és més indicatiu de dolor toràcic no cardíac, però encara no pot descartar completament la síndrome coronària aguda. Per aquest motiu, en general, calen proves addicionals per establir el diagnòstic.
Al servei d'urgències, l'abordatge típic del dolor toràcic consisteix a descartar les causes més perilloses: infart, embòlia pulmonar, dissecció aòrtica toràcica, ruptura esofàgica, pneumotòrax a tensió i taponament cardíac. Mitjançant l'eliminació o la confirmació de les causes més greus, es pot fer un diagnòstic de l'origen del dolor. Sovint, no es trobarà cap causa definitiva i aleshores es proporciona tranquil·litat.

### Puntuació de risc
La puntuació del Registre global d'esdeveniments coronaris aguts i la trombosi en infart de miocardi realitzada en el moment de l'ingrés poden ajudar a estratificar les persones en grups de risc baix, intermedi i alt per a la síndrome coronària aguda. No obstant això, aquestes puntuacions no proporcionen directrius de gestió per a les persones estratificades pel risc.
La puntuació HEART, estratifica les persones en grups de baix risc i d'alt risc, i recomana l'alta o l'ingrés en funció de la puntuació.
| Criteris                                                                             | Valor en punts |
| Historial                                                                            | Historial      |
| ------------------------------------------------------------------------------------ | -------------- |
| Molt sospitós                                                                        | +2             |
| Moderadament sospitós                                                                | +1             |
| Una mica sospitós                                                                    | 0              |
| ECG                                                                                  |                |
| Depressió ST significativa                                                           | +2             |
| Pertorbació inespecífica de la repolarització                                        | +1             |
| Normal                                                                               | 0              |
| Edat                                                                                 |                |
| ≥ 65                                                                                 | +2             |
| 45-65                                                                                | +1             |
| ≤ 45                                                                                 | 0              |
| Risc*                                                                                |                |
| ≥ 3 factors de risc o antecedents de malaltia ateroscleròtica                        | +2             |
| 1-2 factors de risc                                                                  | +1             |
| No es coneixen factors de risc                                                       | 0              |
| Troponina                                                                            |                |
| ≥ 3 × límit normal                                                                   | +2             |
| 1-3 × límit normal                                                                   | +1             |
| ≤ límit normal                                                                       | 0              |
| * inclouen hipercolesterolèmia, hipertensió, diabetis mellitus, tabaquisme, obesitat |                |

Puntuació acumulada:
- 0-3 : 2,5% de risc d'esdeveniment cardíac advers. El pacient pot ser donat d'alta amb seguiment.
- 4-6 : 20,3% de risc d'esdeveniment cardíac advers. Els pacients han de ser ingressats a l'hospital per tenir tendències de troponina i proves provocatives.
- ≥7 : 72,7% de risc d'esdeveniment cardíac advers, cosa que suggereix mesures invasives primerenques amb aquests pacients i una estreta coordinació amb la cardiologia hospitalària.

Si se sospita de síndrome coronària aguda ("atac cardíac"), moltes persones són ingressades breument per a l'observació, ECG seqüencials i la mesura dels enzims cardíacs a la sang al llarg del temps. De vegades, més proves de seguiment poden determinar la causa.

### Proves mèdiques
Sobre la base de l'anterior, es poden ordenar diverses proves:
- Un electrocardiograma (ECG)
- Sovint es fan radiografia de tòrax o radiografia de tòrax
- L'ecocardiografia pot ser útil en pacients amb malaltia cardíaca coneguda o dissecció aòrtica[34][35]
- La tomografia computada s'utilitza en el diagnòstic de la dissecció aòrtica[35]
- Gammagrafia V/Q o angiografia pulmonar TC (quan se sospita una embòlia pulmonar)[34][36]
- Anàlisi de sang:
  - Troponina I o T (per indicar dany al miocardi)
  - Hemograma complet
  - Electròlits i funció renal (creatinina)
  - Enzims hepàtics
  - Creatina cinasa (i fracció CK-MB en molts hospitals)
  - Dímer D (quan la sospita d'embòlia pulmonar està present però baixa)
  - lipasa sèrica per excloure la pancreatitis aguda

## Teràpia
Varia segons la causa subjacent que provoca la dolor i l'etapa de la cura.

### Exàmens
L'electrocardiograma de 12 derivacions serveix per donar una primera indicació de si el cor està implicat en l'etiologia del cor. L'ECG no s'ha de considerar definitiu, car no són rars els falsos negatius, i cal confirmar-lo amb exàmens de laboratori (mioglobulina, troponina i altres marcadors cardíacs).
Altres exàmens són la imatgeria del tòrax i les anàlisis de sang.

### Atenció prehospitalària
El dolor toràcic és un símptoma comú amb què es troben els serveis mèdics d'emergència. L'aspirina augmenta la supervivència en persones amb síndrome coronària aguda i és raonable que els despatxadors de l'EMS la recomanin en persones sense hemorràgia greu recent. L'oxigen suplementari s'utilitzava en el passat per a la majoria de les persones amb dolor al pit, però no és necessari tret que les saturacions d'oxigen siguin inferiors al 94% o hi hagi signes de dificultat respiratòria. Entonox és utilitzat freqüentment pel personal d'EMS en l'entorn prehospitalari. Tanmateix, hi ha poques evidències sobre la seva eficàcia.

### Atenció hospitalària
L'atenció hospitalària del dolor de pit comença amb l'estudi inicial dels signes vitals, les vies respiratòries i la respiració d'una persona i el nivell de consciència. Això també pot incloure la connexió de derivacions d'ECG, monitors cardíacs, línies intravenoses i altres dispositius mèdics, depenent de l'avaluació inicial. Després de l'avaluació de la història d'una persona, els factors de risc, l'examen físic, les proves de laboratori i les imatges, la gestió comença en funció dels diagnòstics sospitosos. Segons el diagnòstic, una persona pot ser col·locada a la unitat de cures intensives, ingressada a l'hospital o tractada ambulatòriament. Per a les persones amb sospita de dolor toràcic cardíac o síndrome coronària aguda, o altres diagnòstics emergents com ara pneumotòrax, embòlia pulmonar o dissecció aòrtica, sovint es recomana l'ingrés a l'hospital per a un tractament posterior.

### Atenció ambulatòria
Per a les persones amb dolor de pit no cardíac, la teràpia cognitivo-conductual pot ser útil de manera ambulatòria. Una revisió Cochrane de 2015 va trobar que la teràpia cognitivo-conductual podria reduir la freqüència d'episodis de dolor al pit els primers tres mesos després del tractament. Per a les persones amb dolor al pit a causa de la malaltia de reflux gastroesofàgic, s'ha demostrat que un inhibidor de la bomba de protons és el tractament més eficaç. Tanmateix, s'ha demostrat que el tractament amb inhibidors de la bomba de protons no és millor que el placebo en persones amb dolor de pit no cardíac no causat per la malaltia de reflux gastroesofàgic. Per a les causes musculoesquelètics del dolor al pit, la teràpia de manipulació o la teràpia quiropràctica, l'acupuntura o una recomanació per augmentar l'exercici s'utilitzen sovint com a tractament. Els estudis han mostrat resultats contradictoris sobre l'eficàcia d'aquests tractaments. S'ha demostrat que una teràpia combinada d'antiinflamatoris no esteroidals i teràpia de manipulació amb exercicis a casa és més eficaç en el tractament del dolor toràcic musculoesquelètic.

## Epidemiologia
El dolor al pit és un problema de presentació comú. El dolor toràcic global és responsable d'aproximadament el 6% de totes les visites al servei d'urgències als Estats Units i és el motiu més comú d'ingrés hospitalari. El dolor toràcic també és molt comú a les clíniques d'atenció primària, representant l'1-3% de totes les visites. La taxa de visites al servei d'urgències als EUA per dolor al pit va disminuir un 10% entre 1999 i 2008. però es va observar un augment posterior del 13% entre 2006 i 2011. Es considera que menys del 20% de tots els casos d'ingressos per dolor toràcic es deuen a una malaltia de l'artèria coronària. La taxa de dolor al pit com a símptoma de la síndrome coronària aguda varia entre les poblacions en funció de l'edat, el sexe i les condicions mèdiques prèvies. En general, les dones tenen més probabilitats que els homes de presentar-se sense dolor de pit (49% vs. 38%) en casos d'infart de miocardi.

## Vacunació
Algunes vacunes poden ser causants de dolor toràcic com efecte secundari no desitjat.
- La pericarditis i miocarditis poden ser un efecte secundari rar d'algunes vacunes com la vacuna contra la verola.[53]
- Les vacunes d'ARNm de Covid-19 s'han associat amb pericarditis,[54] però la incidència és molt rara en comparació amb la incidència de pericarditis en persones amb Covid-19. La FDA i l'Agència Europea del Medicament estimen el risc de pericarditis després de la vacuna contra la Covid-19 en 1 cas per cada 100.000 dels que estan vacunats.[55][56] Es va observar que el risc de pericarditis després de la vacunació contra la Covid-19 era més alt en homes d'entre 16 i 29 anys i després de rebre la segona dosi de la vacuna d'ARNm Covid-19.[57][58]